# Phoradendron hexastichum
Phoradendron hexastichum là một loài thực vật có hoa trong họ Santalaceae. Loài này được (DC.) Griseb. miêu tả khoa học đầu tiên năm 1860.